# Liste des vice-présidents de Sierra Leone
Voici une liste des vice-présidents de Sierra Leone depuis la proclamation de la république le 19 avril 1971 :

## Système à 2 vice-présidents (1971-1992)
| Vice-président 1     | Vice-président 1 | Vice-président 1 |
| Nom                  | De               | Jusqu'à          |
| -------------------- | ---------------- | ---------------- |
| Sorie Ibrahim Koroma | 19 avril 1971    | 28 novembre 1985 |
| Francis Minah        | 28 novembre 1985 | 4 avril 1987     |
| Abu Bakar Kamara     | 4 avril 1987     | septembre 1991   |
| Abdulai Osman Conteh | septembre 1991   | 29 avril 1992    |

| Vice-président 2                | Vice-président 2 | Vice-président 2 |
| Nom                             | De               | Jusqu'à          |
| ------------------------------- | ---------------- | ---------------- |
| Christian Alusine Kamara Taylor | 1978             | mai 1984         |
| Francis Minah                   | mai 1984         | 28 novembre 1985 |
| Abu Bakar Kamara                | 28 novembre 1985 | 4 avril 1987     |
| Salia Jusu-Sheriff              | 4 avril 1987     | septembre 1991   |
| Joseph B. Dauda                 | septembre 1991   | 29 avril 1992    |

## Système à 1 vice-présidents (depuis 1996)
| Nom                   | De                | Jusqu'à           |
| --------------------- | ----------------- | ----------------- |
| Albert Joe Demby      | 29 mars 1996      | 25 mai 1997       |
| Aucun                 |                   |                   |
| Albert Joe Demby      | 13 février 1998   | 1999              |
| Foday Saybana Sankoh  | 1999              | 2000              |
| Albert Joe Demby      | 2000              | mai 2002          |
| Solomon Ekuma Berewa  | mai 2002          | 17 septembre 2007 |
| Samuel Sam-Sumana     | 17 septembre 2007 | 17 mars 2015      |
| Victor Bockarie Foh   | 17 mars 2015      | 4 avril 2018      |
| Mohamed Juldeh Jalloh | 4 avril 2018      | En cours          |